# Senior (album)
Senior – instrumentalny album norweskiego zespołu Röyksopp, wydany 13 września 2010 roku. Zespół opisał album jako posiadający „jesienny nastrój”, natomiast wcześniejszy Junior – „wiosenny”. W wywiadzie dla KCRW, Svein Berge porównał Seniora do „starszego rodzeństwa Juniora, które mieszka na poddaszu”.
„The Drug” został wydany 9 sierpnia 2010 jako utwór promujący album. Drugi singiel, „Forsaken Cowboy”, został wydany w lutym 2011. Teledysk do utworu w reżyserii To Go (Noel Paul & Stefan Moore) ukazał się 3 września 2010 roku. Ten sam duet wyreżyserował krótki film zawierający kilka piosenek z albumu, który został wydany w listopadzie 2010 roku.

## Lista utworów
1. „...And the Forest Began to Sing” – 1:52
2. „Tricky Two” – 7:53
3. „The Alcoholic” – 5:12
4. „Senior Living” – 5:11
5. „The Drug” – 6:00
6. „Forsaken Cowboy” – 5:30
7. „The Fear” – 7:03
8. „Coming Home” – 5:07
9. „A Long, Long Way” – 4:02
10. „The Final Day” (ukryty utwór) – 6:42